# Кюэну, Филипп

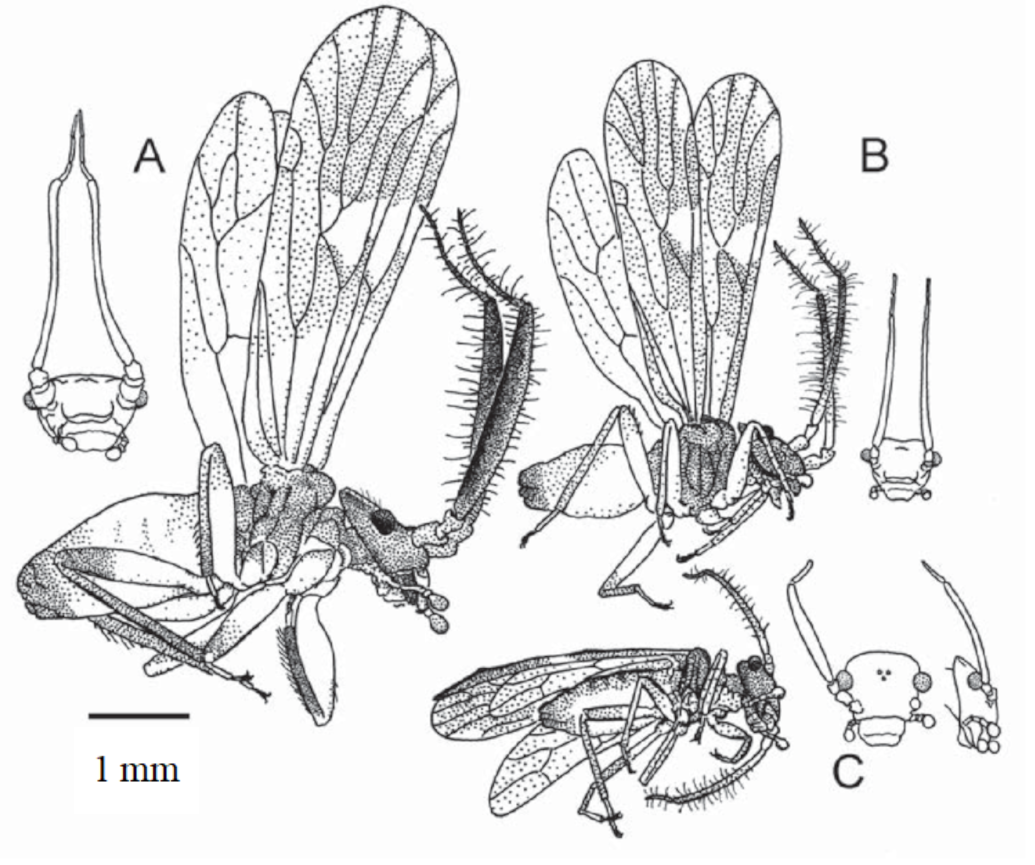
Три вида рода Novopsocus. A. N. magnus, B. N. stenopterus, C. N. caeciliae.

Филипп Кюэну Речицкий (фр. Philippe Cuénoud; род. 8 июля 1968) — энтомолог и ботаник швейцарского и украинского происхождения, живущий в Женеве, который изучал сеноедов (в Швейцарии и Папуа-Новой Гвинее, из которых он описал два вида рода Novopsocus) и эволюцию растений с Марком Чейзом.
Кюэну участвовал в проекте IBISCA («Investigating the Biodiversity of Soil and Canopy Arthropods»), которым руководили Бруно Корбара, Морис Лепонс, Гектор Барриос и Ив Бассет (при первоначальной поддержке Эдварда О. Уилсона). Это позволило получить новые данные о биоразнообразии тропического леса Сан-Лоренцо на карибском побережье Панамы (в статье команды IBISCA, появившейся на обложке престижного журнала Science, общая численность видов членистоногих оценивается примерно в 25’000).